# LD 350-1
LD 350-1 ist die wissenschaftliche Bezeichnung für ein Unterkiefer-Fragment, das im März 2015 von seinen Entdeckern der Gattung Homo zugeschrieben und auf ein Alter von 2,8 bis 2,75 Millionen Jahre datiert wurde. Der Fund gilt – vor dem Unterkiefer UR 501 – als der früheste bisher entdeckte Beleg für die Existenz der Gattung Homo.

## Entdeckung und Interpretation des Fossils
Das Fossil wurde am 29. Januar 2013 von Chalachew Seyoum, einem in den USA studierenden äthiopischen Studenten, am Grabungsort Ledi-Geraru in der Afar-Region von Äthiopien entdeckt. Es handelt sich um die linke Hälfte des Unterkiefers einer erwachsenen Person, in dem noch der Eckzahn, beide Prämolaren und alle drei Molaren – zumeist mit Kronen und Wurzeln – erhalten sind; auch der Bau des Unterkieferknochens ist gut erhalten. Der Fund ähnelt dem Unterkiefer UR 501 und weist wie dieser eine Kombination von morphologischen Merkmalen auf, die teils für die ältere Gattung Australopithecus, teils für die Gattung Homo charakteristisch sind.
In der in Science publizierten Analyse des Fossils wird eingeräumt, dass der Unterkiefer nur rund 200.000 Jahre jünger ist als der bislang jüngste Fund eines Australopithecus afarensis aus der rund 50 Kilometer südwestlich gelegenen Fundstelle Hadar. Zudem stimmen die Größe der Zähne und des Unterkieferknochens sowie weitere Merkmale des Knochens mit denen von Australopithecus afarensis überein. Zahlreiche andere Merkmale – insbesondere die Morphologie der Zahnkronen – seien jedoch ähnlich wie beim frühen Homo.
Die Autoren der Analyse verzichten jedoch ausdrücklich auf eine Zuordnung zu einer der beiden Homo-Arten (Homo rudolfensis oder Homo habilis), die in der Zeit vor über 2 Millionen Jahren in Afrika fossil belegt sind. Zugleich wurde aber auch offen gelassen, ob das Fossil als Beleg für eine noch zu beschreibende Art der Gattung Homo zu interpretieren ist.
Das Fossil stammt aus einer Epoche, in der das Klima in Ostafrika aufgrund von Erdplatten-Bewegungen zunehmend trockener wurde. Zudem verweisen vulkanische Ablagerungen im Boden der Fundstelle auf eine erhöhte vulkanische Aktivität in einer Landschaft, die seinerzeit Ähnlichkeiten mit der heutigen Serengeti aufwies. Die hiermit verbundenen ökologischen Umbrüche könnten – so die Argumentation der Forscher – dazu beigetragen haben, dass sich aus einer der Arten der Gattung Australopithecus die Gattung Homo entwickelte.

## Belege
1. ↑  Brian Villmoare, William H. Kimbel, Chalachew Seyoum, Christopher J. Campisano, Erin N. DiMaggio, John Rowan, David R. Braun, J Ramón Arrowsmith und Kaye Reed: Early Homo at 2.8 Ma from Ledi-Geraru, Afar, Ethiopia. In: Science. Band 347, Nr. 6228, 2015, S. 1352–1355, doi:10.1126/science.aaa1343.
2. ↑  William H. Kimbel und Lucas K. Delezene: „Lucy“ redux: A review of research on Australopithecus afarensis. In: American Journal of Physical Anthropology. Band 140, Supplement 49, 2009, S. 2–48, doi:10.1002/ajpa.21183.
3. ↑  Ann Gibbons auf sciencemag.org vom 4. März 2015: Deep roots for the genus Homo. (Memento vom 5. März 2015 im Internet Archive)
4. ↑  Erin N. DiMaggio et al.: Late Pliocene fossiliferous sedimentary record and the environmental context of early Homo from Afar, Ethiopia. In: Science. Band 347, Nr. 6228, 2015, S. 1355–1359, doi:10.1126/science.aaa1415.
5. ↑  Earliest known fossil of the genus Homo dates to 2.8 to 2.75 million years ago. Auf: eurekalert.org vom 4. März 2015.
6. ↑  Joshua R. Robinson et al.: Late Pliocene environmental change during the transition from Australopithecus to Homo. In: Nature Ecology & Evolution. Band 1, Artikel-Nr. 0159, 2017, doi:10.1038/s41559-017-0159 
 Grassy beginning for earliest Homo. Auf: eurekalert.org vom 15. Mai 2017.